# Can Berga Vell
Can Berga Vell, o Can Berga de Bellobir, és una de les masies històriques del poble de Riells del Fai, en el terme municipal de Bigues i Riells, a la comarca catalana del Vallès Oriental.
Les seves ruïnes són a l'extrem nord-oriental del terme del poble de Riells del Fai, al nord del terme municipal de Bigues i Riells. És a la part alta de la vall del torrent del Pollancre, a prop i al sud-oest de les ruïnes de Can Carbassot i al nord de les de Can Coll. És a ponent del Collet de Can Tripeta i al nord-oest del Puiggraciós, a llevant de les Costes del Traver. Són molt a prop dels Cingles de Bertí, a migdia del lloc on es troben les Balmes del Traver i el Grau Mercader.
Malgrat la seva pertinença al terme municipal de Bigues i Riells, no pertanyia a cap de les dues parròquies d'aquest terme, sinó a la veïna parròquia de Sant Pau de Montmany, pertanyent al Figueró i Montmany.
La construcció data del segle xvi, modificada posteriorment.
La masia està inclosa en el Catàleg de masies i cases rurals de Bigues i Riells.